# تپه ترپاق قلعه
تپه ترپاق قلعه مربوط به دوران‌های تاریخی پس از اسلام است و در شهرستان پاکدشت، بخش مرکزی، روستای فیلستان واقع شده و این اثر در تاریخ ۱ مهر ۱۳۸۲ با شمارهٔ ثبت ۱۰۳۳۲ به‌عنوان یکی از آثار ملی ایران به ثبت رسیده است.